# تيو سان جوزيه
تيو سان جوزيه (بالإسبانية: Teo San José)‏ هو كاتب ورسام إسباني، ولد في 31 يناير 1958 في بلد الوليد في إسبانيا.